# Svetlana Gánnushkina
Svetlána Alekséievna Gánnushkina (del ruso: Светла́на Алексе́евна Га́ннушкина) (Moscú, 6 de marzo de 1942) es una matemática y activista de los derechos humanos en Rusia, candidata para recibir el Premio Nobel de la Paz en 2010.

## Biografía
Svetlana Gánnushkina trabajó durante muchos años como profesora de matemáticas en la Universidad de Moscú. En 1990, ayudó a fundar el comité de Asistencia Ciudadana (Grazhdánskoie Sodéistvie), una ONG que lucha por los derechos humanos, en particular con respecto a los inmigrantes y refugiados en la sociedad rusa.
Es miembro del Consejo para el Desarrollo de Instituciones de la Sociedad Civil y Derechos Humanos de la Presidencia de Rusia. Ella también está en el consejo de Monumento, una sociedad dedicada a la memoria de las víctimas de las represiones soviéticas.
En 2006, fue galardonada con el Premio Homo Homini por el activismo de derechos humanos por el grupo checa People in Need.
En 2010 fue galardonada con la orden de la Legión de Honor.